# QuickPascal
Microsoft Quick Pascal — компилятор языка программирования Pascal, выпущенный компанией Microsoft в 1989 году.
Создание данного продукта преследовало цель конкуренции с выпускаемым компанией Borland компилятором Turbo Pascal. Quick Pascal продавался по цене 99 $, существенно более низкой, чем у Turbo Pascal (базовая версия — 149,95 $).
Microsoft Quick Pascal включал в себя интегрированную среду разработки с поддержкой многооконности и цветового выделения синтаксиса. Среди других особенностей можно отметить поддержку 256-цветного режима видеоадаптера VGA с разрешением 320×200, работы с мышью и конструкций объектно-ориентированного программирования.
Microsoft Quick Pascal практически полностью совместим с компиляторами Turbo Pascal 4.0 и 5.0, а также с программами для Turbo Pascal 5.5, за исключением конструкций объектно-ориентированного программирования, которые заимствованы из стандарта Object Pascal, и некоторых функций графического модуля BGI.
Обозреватель журнала InfoWorld назвал в числе достоинств Quick Pascal простоту и удобство использования, а также низкую цену; в числе недостатков — плохую техническую документацию и меньший набор доступных конструкций объектно-ориентированного программирования.
Поддержка для QuickPascal была прекращена в июле 1999 года.